# 中国农业科学院植物保护研究所

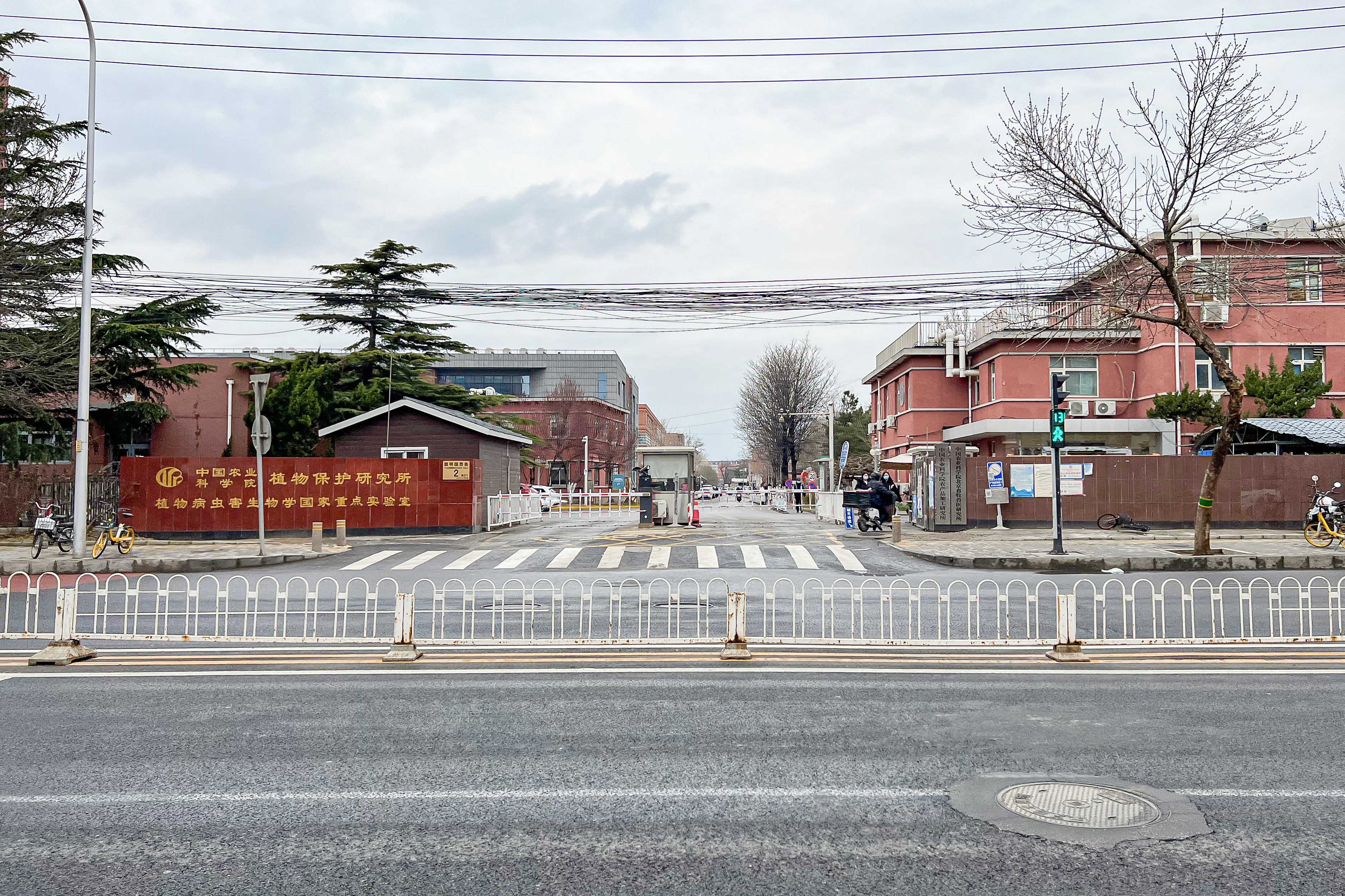
植物保护研究所

中国农业科学院植物保护研究所是中华人民共和国的一所植物保护研究机构，位于北京市海淀区马连洼街道圆明园西路2号南2门（正门位于农大南路），是中国农业科学院直属事业单位。1957年成立。